# Johannes Christian Brønnum
Johannes Christian Brønnum ((døbt 22. oktober 1758 i Hørby Kirke) – 20. januar 1823 i Tårs) var en dansk overkrigskommissær og godsejer.
Han var søn af Anders Christensen Brønnum (1698-1774) og Johanne Magdalene Johansdatter Bering (1726-1798). I 1785 købte han Tidemandsholm for 11.540 rigsdaler kurant. Han var også kendt som "herregårdsslagter". I 1804 deltog han i et konsortium (byfoged og justitsråd Michael Brandt, Hjørring, kammerråd Arendt Hassel Rasmussen, Bratskov, og Niels Frederik Hillerup, Børglum Kloster), som for 36.700 rigsdaler købte Hørbylund, frasolgte alt fæstegodset, så gården blev ukomplet, samt udstykkede hovedparcellen ned til 14 tønder hartkorn, hvilket resulterede i oprettelse af Øster og Vester Nyholm.
Han blev gift 1. gang 20. august 1784 med Marie Meulengrath (begravet 17. maj 1786). 2. gang ægtede han 5. oktober 1792 i Ugilt Kirke Sixtine Marie Cortsen (14. juli 1775 på Linderumgaard, Ugilt Sogn - 22. marts 1835 på Skoven, Elling Sogn).
Han er begravet i Tårs Kirke.